# Арчијева жаба
Leiopelma archeyi је водоземац из реда жаба и фамилије Leiopelmatidae.

## Угроженост
Ова врста је крајње угрожена и у великој опасности од изумирања.

## Распрострањење
Ареал врсте је ограничен на једну државу.
Нови Зеланд је једино познато природно станиште врсте.

## Станиште
Станиште врсте су шуме.